# بازسازی زبان‌شناختی
بازسازی زبان‌شناختی ساخت ویژگی‌های یک زبان تأیید نشده قدیمی از یک یا چند زبان مشخص است. دو روش بازسازی زبان‌شناسی وجود دارد:
- بازسازی درونی از بی‌قاعدگی‌های یک زبان برای برون‌یابی گام‌های نخست آن زبان که تنها بر پایه شواهد بدست آمده از آن زبان است.
- بازسازی مقایسه‌ای که معمولاً منظور از آن تنها «بازسازی» است. این روش بر پایه ساخت ویژگی‌های یک زبان قدیمی با مقایسه دو یا چند زبان است که به یک خانواده زبانی وابسته هستند. زبانی که با این روش ساخته می‌شود بیشتر به «نیازبان» شناخته می‌شود. یعنی نیای همه زبان‌ها در یک خانواده زبانی. نمونه‌های این زبان زبان نیاهندواروپایی و زبان نیادراویدی هستند.

در بازسازی زبان‌شناختی، معمولاً واژه بازسازی‌شده (نیاواژه) را با یک ستاره (*) از واژه‌های یافت‌شده در متون جدا می‌کنند.
به هر یک از «نوادگان» مستند (یافت‌شده در متون) از یک واژهٔ اصلی کهن یک بازتاب از آن نیاواژه می‌گویند. بنابر این، بازتاب‌های مختلف یک نیاواژه با هم هم‌ریشه هستند.

## روش‌ها
نخست، زبان‌هایی که به نظر، یک نیازبان یکسان دارند باید چند معیار را داشته باشند تا با یکدیگر در یک گروه قرار بگیرند. این فرایند «زیرگروه‌شدن» نامیده می‌شود. از هنگامی که زیرگروه‌شدن، تنها بر پایه زبان‌شناسی انجام می‌شود، هر نسخه خطی و دیگر مستندات تاریخی باید برای داشتن معیارهای زبان‌شناسی بررسی شوند. البته با این فرض که تعریف زبان‌شناسی همیشه نباید همگام با فرهنگ و قومیت باشد. یکی از معیارهایی که زبان‌های همگروه، معمولاً با مثال آوردن نشان می‌دهند همرسانی نوآوری است. این یعنی زبان‌ها باید تغییرات معمول ایجاد شده در طول تاریخ را نشان دهند. از سوی دیگر، بسیاری از زبان‌های همگروه، حافظه مشترک دارند. این حافظه مشترک، شبیه معیار نخست است. اما به جای تغییر، در هر دو زبان، یکسان باقی مانده‌اند.
چون زبان‌شناسی مانند دیگر زمینه‌های دانش، تلاش برای ساده‌تر شدن دارد، یک اصل مهم در فرایند بازسازی زبانی، پیدایش کمترین تعداد واج است که با داده‌های در دسترس همخوانی دارند. این اصل نیز در هنگام انتخاب کیفیت صدای واج، بازتاب پیدا می‌کند که در نتیجه آن (با توجه به داده) کمترین تغییر، ترجیح داده می‌شود.